# Shalom H. Schwartz

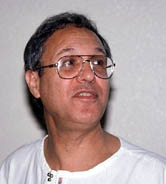
Shalom H. Schwartz (12/2007)

Shalom H. Schwartz (* um 1940 in Hempstead, New York) (hebräisch שלום שוורץ) ist ein US-amerikanisch-israelischer Sozialpsychologe, interkultureller Forscher und Autor einer Theorie universeller menschlicher Werte.

## Leben
Shalom Schwartz studierte von 1952 bis 1962 an einer Rabbinerschule Hebräisch und schloss das Studium mit einem Master's Degree in Hebräischer Literatur ab. Von 1959 bis 1960 hielt er sich an der Hebrew University in Jerusalem auf. Von 1958 bis 1962 studierte er an der Columbia University und erwarb dort einen Master's Degree in Sozialpsychologie und Gruppenentwicklung. An der University of Michigan promovierte Schwartz 1967 in Sozialpsychologie. Anschließend lehrte er an der University of Wisconsin–Madison und wurde dort 1973 Professor. Von 1971 bis 1973 war Schwartz Gastdozent für Psychologie an der Hebrew University. 1979 zog Schwartz nach Israel und übernahm dort eine Psychologie-Professur. Nach seiner Emeritierung im Jahr 2002 hält er weiterhin (seit 1989) den Lehrstuhl Leon and Clara Sznajderman Professor of Psychology.
Schwartz ist verheiratet und hat drei Kinder.

## Theorie allgemeiner menschlicher Werte
In einem vielbeachteten Artikel von 2006 warf Schwartz die Frage auf, ob es universelle Werte gibt, die übergreifend über die großen Kulturen hinweg gelten. Er entwarf ein Wertemodell und postulierte eine Anzahl von Werten, die alle Menschen in unterschiedlichen Ausprägungen gemeinsam haben müssten. Sein Forschungsschwerpunkt lag dabei auf der Wertestruktur und deren Beziehung zueinander. Er analysierte dazu, welche Grundfragen des Zusammenlebens Gesellschaften beantworten müssen. Die Gegensätze, die bei dieser Studie herauskamen, nannte er Endpunkte von Dimensionen. Sie erlauben, Kulturen voneinander zu unterscheiden. Schwartz unterschied drei Grundfragen:

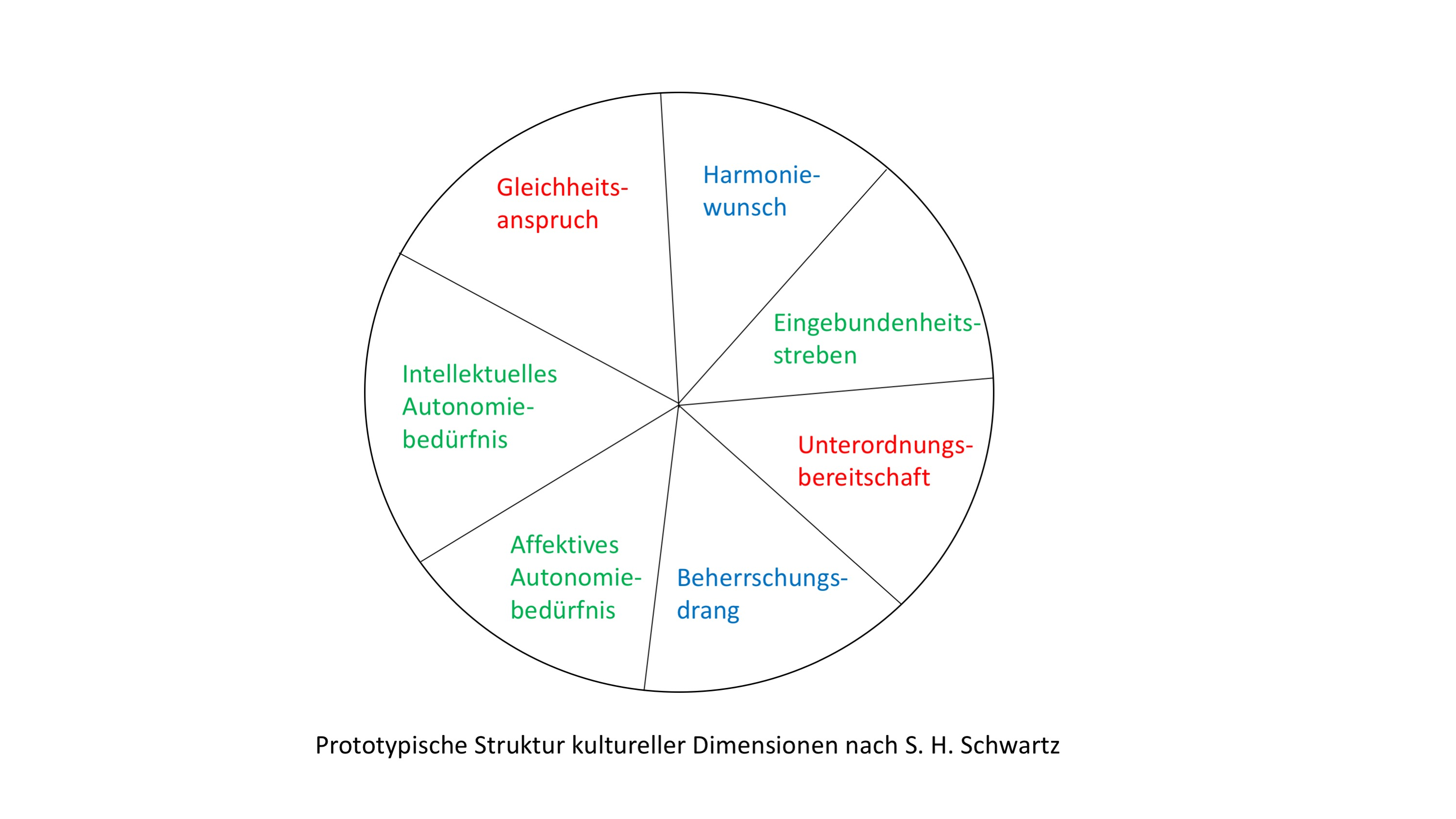
Prototypische Struktur kultureller Dimensionen nach S. H. Schwartz. Gleiche Farben repräsentieren widerstrebende Endpole gleicher Dimensionen.

1. Wie ist das Verhältnis zwischen Individuum und Kollektiv? Hier wird deutlich, ob in einer Gesellschaft individuelle Freiheit gegenüber Gruppeninteressen Vorrang hat. Beide stehen in einem Zielkonflikt. Schwartz nennt diese Dimension „Autonomiebedürfnis versus Eingebundenheitsstreben“. Autonomiebedürfnis drückt sich etwa in Neugierde, Offenheit für Neues und Kreativität aus, aber auch in einem aufregenden, abwechslungsreichen Leben. In Kulturen, die dem Pol Eingebundendenheitsstreben näherstehen, werden die Aufrechterhaltung der Gruppenharmonie, im speziellen Respekt vor Autoritäten und Familientradition geschätzt. Diese Dimensionen nennt Schwartz: Autonomiebedürfnis versus Eingebundenheitsstreben.
2. Wie wird der Fortbestand der Gesellschaft sichergestellt? Das kann entweder durch eine hierarchische Gesellschaftsstruktur mit starker Machtungleichverteilung und strengen Sanktionen geschehen oder durch eine egalitäre Struktur mit mehr gleichberechtigten Menschen und freiwilliger Kooperation. Diese Dimensionen nennt Schwartz Unterordnungsbereitschaft versus Gleichheitsanspruch.
3. Wie ist der Umgang mit der natürlichen und sozialen Umwelt? In dieser Dimension kann entweder angestrebt werden, sich in die soziale und natürliche Umwelt harmonisch einzufügen oder andererseits die Umwelt zu beherrschen bzw. die soziale Umwelt zu kontrollieren. Schwartz nennt diese Dimension Harmoniewunsch versus Beherrschungsdrang. In diesen drei Dimensionen, die jeweils in sich konträre Endpunkte zeigen, unterscheiden sich Kulturen nach Schwartz voneinander. Schwartz bezeichnet das als Wertestruktur.
Schwartz überprüfte seine Theorie empirisch. Dazu verwendete er insgesamt 56 unterschiedliche Wertebegriffe. Darunter fallen zum Beispiel Freiheit, Ehrlichkeit, Gleichheit, oder Autorität, Einfluss haben, Reichtum. Bemerkenswert war, dass sich die empirisch gefundenen Antworten auf die Wertefragen sehr gut in die zuvor genannte Dimensionen einfügten, ohne dass die Befragten diese Dimensionen kannten. Die drei beispielhaft zuerst genannten Werte Freiheit – Ehrlichkeit – Gleichheit passen demnach alle an den Pol Gleichheitsanspruch der Dimension Unterordnungsbereitschaft versus Gleichheitsanspruch, während die Werte Autorität – Einfluss haben – Reichtum an den gegenüberliegenden Pol Unterordnungsbereitschaft dieser Dimension passen. Es gab also wenige Befragten, die z. B. gleichzeitig den Wert Freiheit und den Wert Autorität als für sie wichtig erachteten. Entsprechend ließen sich alle 56 Werte in die zuvor erstellte Wertestruktur einpassen. Das war ein klares Ergebnis in einem komplexen Zusammenhang.
Schwartz konnte aus der Wertestruktur mit den Wertedimensionen auch eine Weltkarte der Werte erstellen. Er fügte dafür Kulturregionen der Erde, die sich in ihren Werten ähnlich sind, in die Endpole der Wertedimensionen ein. So reiht sich Europa erwartungsgemäß etwa unter den benachbarten Polen Gleichheitsanspruch  und intellektuelles Autonomiebedürfnis ein, der muslimische mittlere Osten, das Subsahara-Afrika und Süd- und Südostasien stark unter den benachbarten Polen Eingebundenheitsstreben und Unterordnungsbereitschaft.

## Auszeichnungen
- 1986: Ehrendoktorwürde des Jewish Theological Seminary of America
- 2007: Israel-Preis in Psychologie[3][4][5]
- 2011: Ehrendoktorwürde der Universität Helsinki

## Schriften
- mit Wolfgang Bilsky: Toward a theory of the universal content and structure of values: Extensions and cross cultural replications. In: Journal of Personality and Social Psychology, 58/1990, 878–891.
- Universals in the content and structure of values: Theory and empirical tests in 20 countries. In: M. Zanna (Ed.): Advances in experimental social psychology (Vol. 25) (pp. 1–65). New York: Academic Press 1992
- Are there universal aspects in the content and structure of values?, in: Journal of Social Issues, 50/1994, 19–45.
- Value Priorities and Behavior: Applying a Theory of Integrated Value Systems. In: C. Seligman, J. M. Olson, & M. P. Zanna (Eds.): The Psychology of Values: The Ontario Symposium, Vol. 8 (pp. 1–24). Hillsdale, NJ: Erlbaum 1996
- mit A. Bardi: Influences of adaptation to communist rule on value priorities in Eastern Europe, Political Psychology, 18/1997, pp. 385–410.
- mit A. Lehmann und S. Roccas: Multimethod probes of basic human values, in: J. Adamopoulos and Y. Kashima (eds.): Social Psychology and Culture Context: Essays in Honor of Harry C. Triandis. Newbury Park, CA: Sage 1999
- mit A. Bardi: Moral dialogue across cultures: An empirical perspective. In: E. W. Lehman (Ed.): Autonomy and order: A communitarian anthology. Lanham, MD: Rowman & Littlefield 2000
- mit G. Melech, A. Lehmann, S. Burgess und M. Harris: Extending the cross-cultural validity of the theory of basic human values with a different method of measurement, Journal of Cross Cultural Psychology, 32/2001, pp. 519–542.
- A proposal for measuring value orientations across nations in ESS Europeansocialsurvey (ESS)
- mit K. Boehnke: Evaluating the structure of human values with confirmatory factor analysis, Journal of Research in Personality, 38/2004, pp. 230–255.
- mit T. Rubel: Sex differences in value priorities: Cross-cultural and multi-method studies. In: Journal of Personality and Social Psychology, 89/2005, pp. 1010–1028.
- Value orientations: Measurement, antecedents and consequences across nations. In: R. Jowell, C. Roberts, R. Fitzgerald, & G. Eva (Eds.): Measuring attitudes cross-nationally - lessons from the European Social Survey. London: Sage 2006
- A Theory of Cultural Value Orientations: Explication and Applications. Comparative Sociology, 2006, Vol. 5, issue 2–3; 137–182
- Culture matters – National value cultures, sources and consequences. In: R. Wyer, C. Chiu & Y. Hong (Eds.): Understanding culture - Theory, research and application. New York, Psychology Press, 2009.